# Albert Español
Albert Español Lifante (Barcelona, 29 de octubre de 1985) es un jugador español de waterpolo del Tenerife Echeyde.
Es internacional absoluto con la selección española, con la que se proclamó subcampeón en el Mundial de Roma 2009.

## Clubes
- Club Natació Atlètic Barceloneta ( España) (2001/07)
- Centre Natació Mataró ( España) (2007/08)
- Club Natació Atlètic Barceloneta ( España) (2008/11)
- Rari Nantes Florentia ( Italia) (2011/13)
- Club Natació Atlètic Barceloneta ( España) (2013/16)
- Olympiacos Water Polo Club ( Grecia) (2016/17)
- Club Natació Atlètic Barceloneta ( España) (2017/18)
- Circolo Canottieri Ortigia ( Italia) (2018/19)
- Aix-en-Provence ( Francia) (2019/20)
- Waterpolo Tenerife Echeyde ( España) (2020/21)

## Títulos
Selección española
- 7º en los Juegos Olímpicos de Río de Janeiro 2016
- 6º en los Juegos Olímpicos de Londres 2012
- Plata en el Campeonato del Mundo de Roma de 2009
- Plata en el Superfinal de la World League de Almaty 20012
- Broce en el Superfinal de la World League de Budapest 20018
- Bronce en el Copa del Mundo de Oradea 2010
- Plata en los Juegos del Mediterráneo Pescara 2009
- Plata en los Juegos del Mediterráneo Izmir 2013
- Bronce en el Campeonato del Mundo Júnior de Mar del Plata (Argentina) 2005

Clubes
- 1 Liga de Campeones (2014)[2]
- 1 Supercopa de Europa de waterpolo masculino (2014)
- 10 Liga española de waterpolo masculino (2003, 2006, 2007, 2009, 2010, 2011, 2014, 2015, 2016, 2018)
- 8 Copa del Rey de waterpolo masculino (2004, 2006, 2007, 2009, 2010, 2014, 2015, 2016)
- 9 Supercopa de España de waterpolo masculino (2001, 2003, 2004, 2006, 2008, 2009, 2010, 2013, 2015)
- 1 Liga de Grecia de waterpolo masculino (2017)